# Jan Hessel de Groot

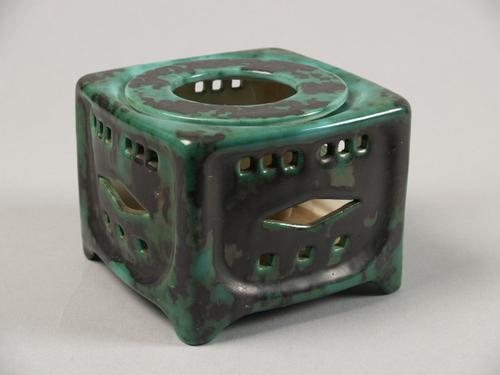
Theelicht met decor van groen-zwart gevlekt glazuur door Jan Hessel de Groot, 1921

Jan Hessel de Groot (Sliedrecht, 29 oktober 1864 – Amsterdam, 18 maart 1932) was een Nederlandse keramist, architect, ontwerper, boekbandontwerper, kunsttheoreticus en van 1888 tot 1917 docent aan de Kunstnijverheid- en Tekenschool Quellinus in Amsterdam. Hij was ook directeur bij een avondambachtsschool in Amsterdam. Hij leerde het vak bij Pierre Cuypers. Hij werkte ook voor de Eerste Steenwijker Kunst Aardewerk Fabriek.

## Publicaties
- Driehoeken bij het ontwerpen van ornament (1896)
- Iets over ontwerpen in architectuur (1900)